# Louis Lauga
Louis Lauga (ur. 16 lutego 1940 w Momas) – francuski polityk i rolnik, eurodeputowany III kadencji, poseł do Zgromadzenia Narodowego.

## Życiorys
Z zawodu rolnik. Był przewodniczącym CNJA, organizacji zrzeszającej młodych rolników. Pełnił też funkcję sekretarza generalnego Fédération nationale des syndicats d'exploitants agricoles, francuskiej konfederacji lokalnych i regionalnych związków rolniczych. Wchodził w skład Rady Gospodarczej i Społecznej oraz Europejskiego Komitetu Ekonomiczno-Społecznego. Był również doradcą prezydenta Francji do spraw rolnictwa.
Działał w gaullistowskim Zgromadzeniu na rzecz Republiki. Był radnym rady regionalnej, deputowanym do Zgromadzenia Narodowego VIII i X kadencji (1986–1988, 1993–1997) oraz posłem do Parlamentu Europejskiego III kadencji (1989–1994).
Członek korpusu urzędników rolnych, od 2004 w randze inspektora generalnego (inspecteur général de l'agriculture). W 2005 minister rolnictwa powołał go na pełnomocnika do spraw eksportu win francuskich.